# Хордова діаграма

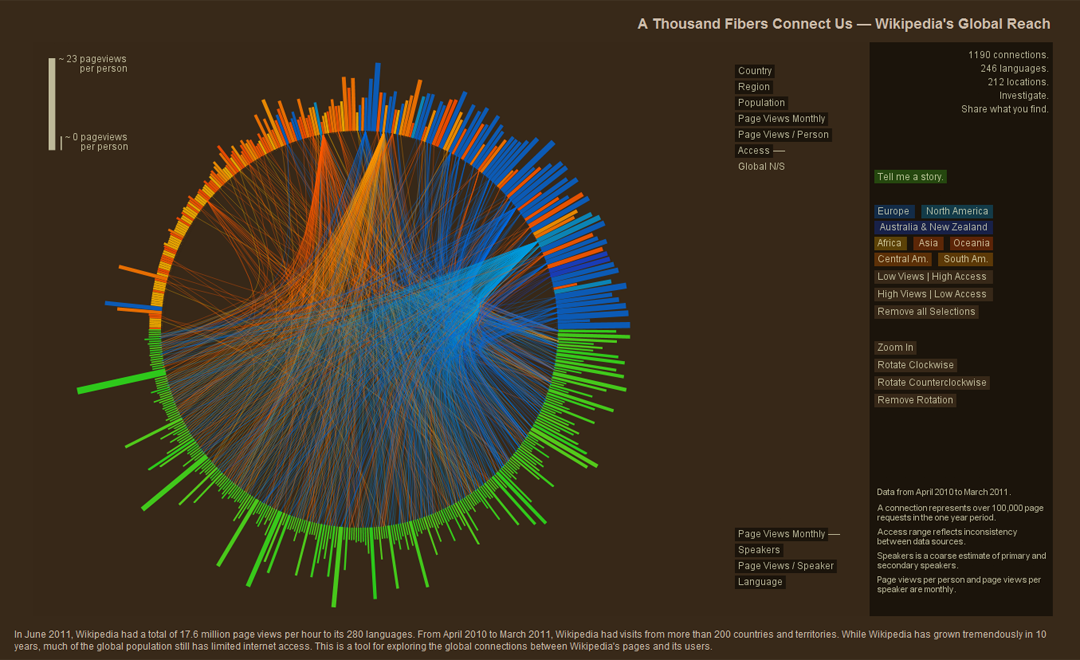
«Тисячі ниток, що пов'язують нас — глобальне досягнення Вікіпедії», зображення, що перемогло в конкурсі з візуалізації даних «ВікіВіз 2011». Лінії представляють читацьку аудиторію різних мовних версій Вікіпедії (нижня половина) із різних країн (верхня половина)

Хо́рдова діагра́ма — метод графічного подання зв'язків даних у матриці. При цьому значення розташовуються по колу, а зв'язки між ними відображаються у вигляді хорд, що зв'язують відповідні точки цього кола.
Естетична привабливість зробила такий тип діаграм популярним у візуалізації даних.

## Назва
Хордова діаграма отримала свою назву від геометричного поняття хорда — відрізок прямої лінії, обидва кінці якого лежать на одному колі. Зустрічається назва «радіальна мережева діаграма».

## Історія
Вперше діаграму цього типу використано в газеті Нью-Йорк Таймс у інфографіці «Геном зблизька»